# Brjanská oblast
Brjanská oblast (rusky Бря́нская о́бласть [bŕjanskaja oblasť]) je jedna z oblastí Ruska. Leží v západní části země a jejím hlavním městem je Brjansk.

## Historie
Brjanská oblast byla vytvořena 5. července 1944.

## Oblastní symboly

### Vlajka
Vlajka Brjanské oblasti je tvořena tmavočerveným listem o poměru stran 2:3 s uprostřed umístěným znakem oblasti.

## Geografie
Brjanská oblast hraničí na západě s Ukrajinou a Běloruskem, na severu se Smolenskou oblastí, na východě pak s Kalužskou, Orelskou a Kurskou oblastí. Její území je rovinaté, na východě se mírně zvedá v pahorkatinu. Hlavní město Brjansk má dominantní postavení, je největším městem, soustřeďuje se zde průmysl a vedou sem železniční i silniční spoje. Největší řekou, která územím oblasti protéká je Desna, pramenící ve Smolenské oblasti a tekoucí na jih do Ukrajiny.